# 阮福芳梅
阮福芳梅（1937年8月1日—2021年1月16日）是越南阮朝末代皇帝保大帝和他的元配妻子南芳皇后所生的长女，通稱公主芳梅。
1971年8月5日在意大利和亚的斯亚贝巴二世公爵佩特羅·巴多格里奧结婚，并生有2子，分别是：亚的斯亚贝巴三世公爵弗拉维奥·巴多格里奧和曼努埃拉·巴多格里奧。
2021年1月16日，芳梅在法国卢沃谢讷去世。